# ديانة نبطية
الديانة النبطية هو شكل من أشكال تعدّد الآلهة لدى العرب الذي تمت ممارسته في المملكة النبطية، والأنباط قوم من العرب القدامى استوطنوا في القرن الثالث قبل الميلاد واستمرت مملكتهم إلى حين ضمّها إلى الإمبراطورية الرومانية في عام 106 م. كان الأنباط متعددي الآلهة وعبدوا مجموعة متنوعة من الآلهة المحلية وكذلك بعل شمين وإيزيس والآلهة اليونانية الرومانية مثل تيكه وديونيسوس. كانوا يعبدون آلهتهم في المعابد والأماكن المرتفعة والأحجار المقدسة (بيتيلي). كانوا في الغالب لا أيقونيين (لا يجسدون الإله بصور وتماثيل) ويفضلون تزيين أماكنهم المقدسة بتصاميم هندسية. لقد ضاعت الكثير من المعرفة بمرفقات قبور الأنباط بسبب تعرّضها لعمليات نهب واسعة على مرِّ التاريخ. قدّموا القرابين لآلهتهم، ومارسوا طقوسًا أخرى وآمنوا بالحياة الآخرة.

## الآلهة والإلهات

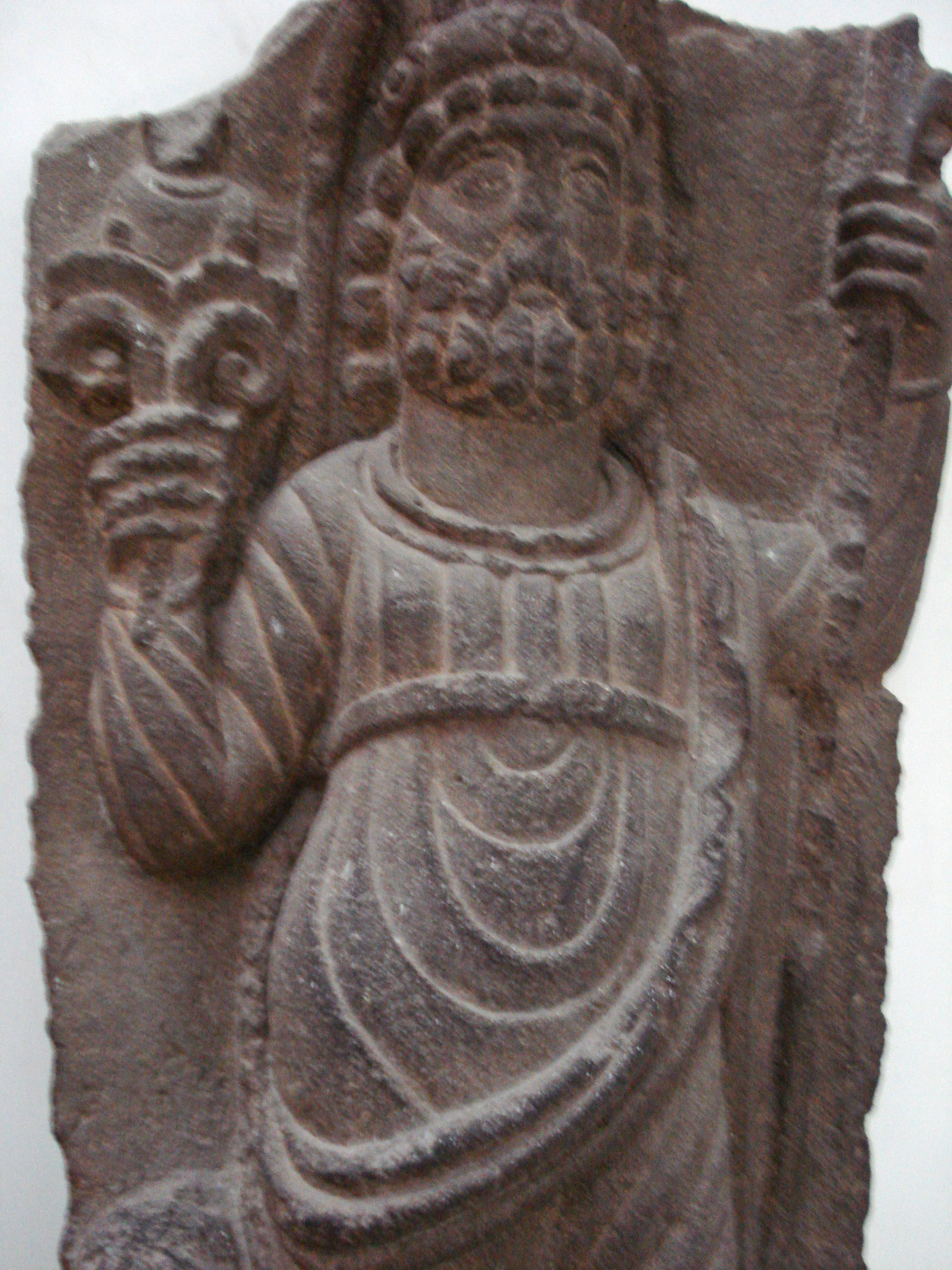
ذو الشرى

كانت معظم الآلهة في الدين النبطي جزءًا من مجموعة آلهة العرب قبل الإسلام، مع إضافة آلهة أجنبية كإيزيس وأترعتا.
• ذو الشرى: إله نبطي يعني اسمه «رب الجبل»، وكان يعبد على نطاق واسع في البتراء. يُعظّم الأنباط ذو الشرى باعتباره الرب الأعلى، وفي كثير من الأحيان يشار إليه باسم «ذو الشرى وكل الآلهة». يعتبر إله العائلة الملكية النبطية. تسبّب سقوط البيت النبطي الملكي للرومان في ترك الدين وتلاشي إلهه الرئيسي. وعندها ارتبط ذو الشرى بآلهة أخرى، كديونيسوس وزيوس وهيليوس.
• مناة: كانت تعرف باسم إلهة القدر، وكانت تُعبد بهدف هطول المطر وتحقيق النصر على الأعداء. كانت زوجة الإله هُبل.
• اللات: التي يشار إليها باسم «الإلهة العظيمة الموجودة في إرَم». وهي معروفة على نطاق واسع في شمال الجزيرة العربية وسوريا، وترتبط ألوهيتها بالآلهة أثينا في حوران. تُبجّل اللات في تدمر، ولم يكن لمعبدها أي علامة على أداء طقوس الدم. من المعتقد أن اللات والعُزّى كانا إلهًا واحدًا ذات مرّة، مما أدّى إلى فصل التقاليد المكيّة قبل الإسلام. اعتقد عرب ما قبل الإسلام أن إلهات اللات والعزة ومناة كانوا من بنات الله على الرغم من أن النقوش النبطية تصفها أيضًا بأنها زوجة الله. كما تصفها النقوش النبطية هي والعُزّى بأنها «عروس ذو الشرى».
• العُزّى: باللغة العربية، يُعتقد أن اسمها يعني «الأعتى». تُبجّل في مدينة البتراء. وتركز عقيدتها تركيزًا رئيسيًا على قريش ووادي حرد شمال مكة. ترتبط الإلهة مع نوع من الحجر المقدّس ذو عيون تشبه النجوم. ترتبط العُزّى بالإلهة اليونانية الرومانية أفروديت. آمن بها العرب قبل الإسلام بأنها واحدة من بنات الله إلى جانب اللات ومناة. إلى جانب ذلك، يُطلق على اللات اسم «عروس ذو الشرى» في بعض النقوش النبطية.
• الكُتبي: أحد الآلهة الأقل شهرة لدى الأنباط. يقال إن لهذا الإله معبد في غايا وكان أيضًا يُبجّل في إرَم. هناك التباس فيما يتعلق بتحديد ما إذا كان هذا الإله مذكّرًا أم مؤنّثًا. في غايا، يُعتقد أن الإله أنثى، وبالتالي يُطلق عليه اسم الكُتبى. هناك حالات يُعتقد فيها أن الإله مذكر، على سبيل المثال في القُصرت في مصر، والإله يسمى كُتبي. غالبية الأدلة تقود إلى الاعتقاد بأن هذا الإله هو أنثى، لأن هناك أحجارٌ مقدسة من الكُتبة تشبه في تصميمها أحجار العُزّى.
• بعل شمين: إله سوريّ أصبح فيما بعد إلهًا نبطيًا مع امتداد المملكة النبطية إلى جنوب سوريا. اسمه يعني «رب السماء»، فهذا الإله مرتبط بالسماوات. يقال إنه جاء من إله العاصفة هدد (بعل هدد)، الذي كان يُعبد في سوريا وبلاد ما بين النهرين. باعتباره الإله الذي يتعامل مع السماء، عرّفه الكثيرون على أنه نسخة من زيوس. يوجد معبد مخصّص لبعل شمين في سي، والذي يبدو أنه كان مركزًا للحج.
• قوس: الإله الإدومي القديم، الذي كان يعبد في التنور. ويرتبط اسمه مع الإله أبولو ومع البرق.
• هُبل: إله يُعبد في الكعبة في مكة. يُقال إن معتنقي الديانة سيذهبون إلى الإله بحثًا عن إجابات على أسئلة النسب والزواج والموت. ويُقدّم له القربان على شرف الإله، ويكون هناك سبعة سهام من العرافة، وتُطلق هذه السِهام وتكون الإجابة واحدة من الكلمات المنحوتة على جانب السهام.
• منوتو: ذُكر اسم هذه الإلهة على نقوش القبر في الحِجْر. يذكر اسمها إلى جانب ذو الشرى، ويستخدم كتحذير للعنتهم. ويعتقد أنها هي نفس الإلهة مناة الكعبة في مكة التي كانت واحدة من بنات الله.
•إيزيس: الإله الأجنبي للنبطيين، وهي في الأصل إلهة مصرية. ويمثلها عرش في بعض الأحيان. تظهر الإلهة في خزنة البتراء، وكذلك معبد الأسود المجنحة.
• أترعتا (أتارجاتيس): هي إلهة أجنبية للأنباط. يقع مركز عبادتها في هييرابوليس وتُقدّس في خربة التانور. يشار إليها باسم إلهة الحبوب وأحيانا أخرى إلهة السمك. لقد شُوهدت جالسة بين أسدين في بعض الأحيان. ترتبط أترعتا أيضًا بالأحجار المقدسة ذات العيون التي تشبه النجوم.
• شيع القوم: الذي يعتقد أنه حامي القوافل والجنود والمسافرين. يقال إن مُعتنقيه استنكروا شرب الخمر.
• عبدة: يُعتقد أنه ملك مؤلّه من الأنباط، وليس من الواضح ما إذا كان هو عبدة الأول أو الثاني أو الثالث. يؤدي ارتباطه بالعائلة الملكية إلى الاعتقاد بأن لديه طقس خاص.
• تيكه: الإلهة النبطية، مصحوبة غالبًا بإشارات الأبراج الموجودة في خربة التنور. غالبًا ما تُصوَّر بأجنحة، وأسوار مدينة تشكل تاجًا وتمسك قروناً كثيرة.

## التأثيرات الخارجية على الآلهة/الإلهات
غالبية آلهة الأنباط كانوا أجانب؛ أي تبناها الأنباط. العديد من الآلهة النبطية كانت مرتبطة مع الآلهة والإلهات اليونانية الرومانية، وخاصة خلال الفترة التي كان فيها الأنباط خاضعين للنفوذ الروماني. الإلهة إيزيس، هي إلهة مصرية قديمة لم تُشاهد في الدين النبطي فحسب، بل في الدين اليوناني والروماني أيضًا. يُذكر الإله ذو الشرى في كثير من الأحيان كنسخة من ديونيسيوس. يوجد الإله هيليوس وإيروس في المعابد النبطية أيضًا. أثناء ضمّ النبطية للإمبراطورية الرومانية، كانت هناك مقابرٌ تحمل أسماء الآلهة اليونانية الرومانية بدلاً من الآلهة النبطية. هناك تحوّل في الدين بعد ضمّ البلاد النبطية. على سبيل المثال، في معبد القصر، كانت تُعبد أفروديت / العُزّى وذو الشرى.

## العلاقات بين الآلهة
العلاقات بين آلهة الأنباط غير واضحة دائمًا بسبب عدم وجود أدلة تدعم المزاعم المختلفة. ثمة أوقات يقترن فيها الآلهة والإلهات كزوج وزوجة في منطقة معيّنة من المملكة، في حين أن هذا الاقتران قد لا يكون موجودًا في مكانٍ آخر. يُقال أحيانًا أن الإله ذو الشرى هو زوج اللات، وفي حالات أخرى هو ابنها. مثال آخر هو اللات والعُزّى ومناة، إذ يُقال إن هذه الإلهات الثلاثة هنّ بنات الرب الأعلى. في بعض مناطق المملكة النبطية، يقال إن كلتا اللات والعزة هما الإلهة ذاتها.

## الشعائر والحيوانات
ومن المرجح جدًا أن توجد في مدينة البتراء الطرق الموكبية من معبد إلى معبد آخر، كمعبد قصر البنت ومعبد الأسود المجنّحة والمعبد الكبير. يمرّ الشارع الرئيسي عبر المدينة مما يتيح وجود طريق موكبي. هناك طرق أخرى للمواكب التي كان من الممكن ربطها بما يسمى بالمناطق المرتفعة، مثل جبل المذبح، من خلال المرور بضريح «الجندي الروماني»، و«معبد البستان»، ومعلم الأسد، مذبح مقطوع في الصخر، قبل الوصول إلى المكان المرتفع. كان الأنباط يزورون مقابر الأقارب ويتناولون الولائم الشعائرية ويملؤون المكان بالبخور والزيوت العطرية. ومن المحتمل أيضًا أن تكون هناك مقتنيات داخل المقابر، وهي طريقة لتذكر من ماتوا. كانت بقايا الأنواع غير العادية كالطيور الجارحة والماعز والكباش والكلاب تُستخدم في بعض الشعائر. كانت التضحية بالجِمال للآلهة القديمة مألوفةً أيضًا، وخاصة للإله ذو الشرى.